# Happiness (Alexis Jordan)
Happiness is de eerste single van de Amerikaanse zangeres Alexis Jordan. Het is afkomstig van haar album Alexis Jordan.
Alexis Jordan was een van de afvallers in de serie America's Got Talent van 2006 maar zette haar zangcarrière voort via YouTube. Dat viel Stargate op en zij vroegen haar over te komen naar New York om een paar liedjes op te nemen. Ze tekende daartoe een contract bij Star Roc/Roc Nation nadat ze ook bij Jay-Z was opgevallen. De debuutsingle van Alexis Jordan heeft een poppy melodielijn ondersteund door een houseachtig ritme dat is gesampled uit het nummer "Brazil (2nd Edit)" van Deadmau5. Het lied gaat over gevonden liefde; ze heeft afscheid genomen van haar geliefde, maar kan eigenlijk niet zonder hem en keert weer terug, maar de auto wil niet snel genoeg (step on the gas)...
In de Verenigde Staten klom het nummer al snel in de dance-hitparades, ook in Engeland verkocht het plaatje goed. In Nederland was het een slow-starter, het belandde pas in 2011 in de Single Top 100 en klom langzaam naar de nummer 1-positie.

## Hitnoteringen

### Nederlandse Top 40
| Hitnotering: 05-03-2011 t/m 24-09-2011 | Hitnotering: 05-03-2011 t/m 24-09-2011 | Hitnotering: 05-03-2011 t/m 24-09-2011 | Hitnotering: 05-03-2011 t/m 24-09-2011 | Hitnotering: 05-03-2011 t/m 24-09-2011 | Hitnotering: 05-03-2011 t/m 24-09-2011 | Hitnotering: 05-03-2011 t/m 24-09-2011 | Hitnotering: 05-03-2011 t/m 24-09-2011 | Hitnotering: 05-03-2011 t/m 24-09-2011 | Hitnotering: 05-03-2011 t/m 24-09-2011 | Hitnotering: 05-03-2011 t/m 24-09-2011 | Hitnotering: 05-03-2011 t/m 24-09-2011 | Hitnotering: 05-03-2011 t/m 24-09-2011 | Hitnotering: 05-03-2011 t/m 24-09-2011 | Hitnotering: 05-03-2011 t/m 24-09-2011 | Hitnotering: 05-03-2011 t/m 24-09-2011 | Hitnotering: 05-03-2011 t/m 24-09-2011 |
| Week:                                  | 1                                      | 2                                      | 3                                      | 4                                      | 5                                      | 6                                      | 7                                      | 8                                      | 9                                      | 10                                     | 11                                     | 12                                     | 13                                     | 14                                     | 15                                     | 16                                     |
| -------------------------------------- | -------------------------------------- | -------------------------------------- | -------------------------------------- | -------------------------------------- | -------------------------------------- | -------------------------------------- | -------------------------------------- | -------------------------------------- | -------------------------------------- | -------------------------------------- | -------------------------------------- | -------------------------------------- | -------------------------------------- | -------------------------------------- | -------------------------------------- | -------------------------------------- |
| Positie:                               | 30                                     | 24                                     | 15                                     | 11                                     | 3                                      | 1                                      | 1                                      | 1                                      | 1                                      | 1                                      | 1                                      | 1                                      | 1                                      | 1                                      | 1                                      | 2                                      |
| Week:                                  | 17                                     | 18                                     | 19                                     | 20                                     | 21                                     | 22                                     | 23                                     | 24                                     | 25                                     | 26                                     | 27                                     | 28                                     | 29                                     | 30                                     |                                        |                                        |
| Positie:                               | 5                                      | 6                                      | 6                                      | 6                                      | 6                                      | 6                                      | 6                                      | 7                                      | 8                                      | 12                                     | 17                                     | 23                                     | 34                                     | 39                                     | uit                                    |                                        |

### NederlandseSingle Top 100
| Hitnotering: 12-02-2011 t/m 10-12-2011 | Hitnotering: 12-02-2011 t/m 10-12-2011 | Hitnotering: 12-02-2011 t/m 10-12-2011 | Hitnotering: 12-02-2011 t/m 10-12-2011 | Hitnotering: 12-02-2011 t/m 10-12-2011 | Hitnotering: 12-02-2011 t/m 10-12-2011 | Hitnotering: 12-02-2011 t/m 10-12-2011 | Hitnotering: 12-02-2011 t/m 10-12-2011 | Hitnotering: 12-02-2011 t/m 10-12-2011 | Hitnotering: 12-02-2011 t/m 10-12-2011 | Hitnotering: 12-02-2011 t/m 10-12-2011 | Hitnotering: 12-02-2011 t/m 10-12-2011 | Hitnotering: 12-02-2011 t/m 10-12-2011 | Hitnotering: 12-02-2011 t/m 10-12-2011 | Hitnotering: 12-02-2011 t/m 10-12-2011 | Hitnotering: 12-02-2011 t/m 10-12-2011 |
| Week:                                  | 1                                      | 2                                      | 3                                      | 4                                      | 5                                      | 6                                      | 7                                      | 8                                      | 9                                      | 10                                     | 11                                     | 12                                     | 13                                     | 14                                     | 15                                     |
| -------------------------------------- | -------------------------------------- | -------------------------------------- | -------------------------------------- | -------------------------------------- | -------------------------------------- | -------------------------------------- | -------------------------------------- | -------------------------------------- | -------------------------------------- | -------------------------------------- | -------------------------------------- | -------------------------------------- | -------------------------------------- | -------------------------------------- | -------------------------------------- |
| Positie:                               | 70                                     | 63                                     | 29                                     | 11                                     | 10                                     | 6                                      | 3                                      | 1                                      | 2                                      | 2                                      | 2                                      | 1                                      | 1                                      | 2                                      | 1                                      |
| Week:                                  | 16                                     | 17                                     | 18                                     | 19                                     | 20                                     | 21                                     | 22                                     | 23                                     | 24                                     | 25                                     | 26                                     | 27                                     | 28                                     | 29                                     | 30                                     |
| Positie:                               | 1                                      | 1                                      | 4                                      | 4                                      | 5                                      | 4                                      | 5                                      | 6                                      | 7                                      | 11                                     | 9                                      | 9                                      | 14                                     | 24                                     | 23                                     |
| Week:                                  | 31                                     | 32                                     | 33                                     | 34                                     | 35                                     | 36                                     | 37                                     | 38                                     | 39                                     | 40                                     | 41                                     | 42                                     | 43                                     | 44                                     |                                        |
| Positie:                               | 31                                     | 37                                     | 44                                     | 49                                     | 62                                     | 51                                     | 49                                     | 71                                     | 66                                     | 71                                     | 73                                     | 70                                     | 68                                     | 77                                     | uit                                    |

### VlaamseUltratop 50
| Hitnotering: (Week 1) 12-03-2011 Hitnotering: (Week 2 t/m 16) 26-03-2011 t/m 02-07-2011 | Hitnotering: (Week 1) 12-03-2011 Hitnotering: (Week 2 t/m 16) 26-03-2011 t/m 02-07-2011 | Hitnotering: (Week 1) 12-03-2011 Hitnotering: (Week 2 t/m 16) 26-03-2011 t/m 02-07-2011 | Hitnotering: (Week 1) 12-03-2011 Hitnotering: (Week 2 t/m 16) 26-03-2011 t/m 02-07-2011 | Hitnotering: (Week 1) 12-03-2011 Hitnotering: (Week 2 t/m 16) 26-03-2011 t/m 02-07-2011 | Hitnotering: (Week 1) 12-03-2011 Hitnotering: (Week 2 t/m 16) 26-03-2011 t/m 02-07-2011 | Hitnotering: (Week 1) 12-03-2011 Hitnotering: (Week 2 t/m 16) 26-03-2011 t/m 02-07-2011 | Hitnotering: (Week 1) 12-03-2011 Hitnotering: (Week 2 t/m 16) 26-03-2011 t/m 02-07-2011 | Hitnotering: (Week 1) 12-03-2011 Hitnotering: (Week 2 t/m 16) 26-03-2011 t/m 02-07-2011 | Hitnotering: (Week 1) 12-03-2011 Hitnotering: (Week 2 t/m 16) 26-03-2011 t/m 02-07-2011 | Hitnotering: (Week 1) 12-03-2011 Hitnotering: (Week 2 t/m 16) 26-03-2011 t/m 02-07-2011 | Hitnotering: (Week 1) 12-03-2011 Hitnotering: (Week 2 t/m 16) 26-03-2011 t/m 02-07-2011 | Hitnotering: (Week 1) 12-03-2011 Hitnotering: (Week 2 t/m 16) 26-03-2011 t/m 02-07-2011 | Hitnotering: (Week 1) 12-03-2011 Hitnotering: (Week 2 t/m 16) 26-03-2011 t/m 02-07-2011 | Hitnotering: (Week 1) 12-03-2011 Hitnotering: (Week 2 t/m 16) 26-03-2011 t/m 02-07-2011 | Hitnotering: (Week 1) 12-03-2011 Hitnotering: (Week 2 t/m 16) 26-03-2011 t/m 02-07-2011 | Hitnotering: (Week 1) 12-03-2011 Hitnotering: (Week 2 t/m 16) 26-03-2011 t/m 02-07-2011 | Hitnotering: (Week 1) 12-03-2011 Hitnotering: (Week 2 t/m 16) 26-03-2011 t/m 02-07-2011 | Hitnotering: (Week 1) 12-03-2011 Hitnotering: (Week 2 t/m 16) 26-03-2011 t/m 02-07-2011 |
| Week:                                                                                   | 1                                                                                       |                                                                                         | 2                                                                                       | 3                                                                                       | 4                                                                                       | 5                                                                                       | 6                                                                                       | 7                                                                                       | 8                                                                                       | 9                                                                                       | 10                                                                                      | 11                                                                                      | 12                                                                                      | 13                                                                                      | 14                                                                                      | 15                                                                                      | 16                                                                                      |                                                                                         |
| --------------------------------------------------------------------------------------- | --------------------------------------------------------------------------------------- | --------------------------------------------------------------------------------------- | --------------------------------------------------------------------------------------- | --------------------------------------------------------------------------------------- | --------------------------------------------------------------------------------------- | --------------------------------------------------------------------------------------- | --------------------------------------------------------------------------------------- | --------------------------------------------------------------------------------------- | --------------------------------------------------------------------------------------- | --------------------------------------------------------------------------------------- | --------------------------------------------------------------------------------------- | --------------------------------------------------------------------------------------- | --------------------------------------------------------------------------------------- | --------------------------------------------------------------------------------------- | --------------------------------------------------------------------------------------- | --------------------------------------------------------------------------------------- | --------------------------------------------------------------------------------------- | --------------------------------------------------------------------------------------- |
| Positie:                                                                                | 41                                                                                      | uit                                                                                     | 40                                                                                      | 43                                                                                      | 18                                                                                      | 23                                                                                      | 4                                                                                       | 3                                                                                       | 6                                                                                       | 11                                                                                      | 12                                                                                      | 20                                                                                      | 22                                                                                      | 24                                                                                      | 29                                                                                      | 29                                                                                      | 49                                                                                      | uit                                                                                     |

### VlaamseRadio 2 Top 30
| Hitnotering: 26-03-2011 t/m 09-07-2011 | Hitnotering: 26-03-2011 t/m 09-07-2011 | Hitnotering: 26-03-2011 t/m 09-07-2011 | Hitnotering: 26-03-2011 t/m 09-07-2011 | Hitnotering: 26-03-2011 t/m 09-07-2011 | Hitnotering: 26-03-2011 t/m 09-07-2011 | Hitnotering: 26-03-2011 t/m 09-07-2011 | Hitnotering: 26-03-2011 t/m 09-07-2011 | Hitnotering: 26-03-2011 t/m 09-07-2011 | Hitnotering: 26-03-2011 t/m 09-07-2011 | Hitnotering: 26-03-2011 t/m 09-07-2011 | Hitnotering: 26-03-2011 t/m 09-07-2011 | Hitnotering: 26-03-2011 t/m 09-07-2011 | Hitnotering: 26-03-2011 t/m 09-07-2011 | Hitnotering: 26-03-2011 t/m 09-07-2011 | Hitnotering: 26-03-2011 t/m 09-07-2011 | Hitnotering: 26-03-2011 t/m 09-07-2011 | Hitnotering: 26-03-2011 t/m 09-07-2011 |
| Week:                                  | 1                                      | 2                                      | 3                                      | 4                                      | 5                                      | 6                                      | 7                                      | 8                                      | 9                                      | 10                                     | 11                                     | 12                                     | 13                                     | 14                                     | 15                                     | 16                                     |                                        |
| -------------------------------------- | -------------------------------------- | -------------------------------------- | -------------------------------------- | -------------------------------------- | -------------------------------------- | -------------------------------------- | -------------------------------------- | -------------------------------------- | -------------------------------------- | -------------------------------------- | -------------------------------------- | -------------------------------------- | -------------------------------------- | -------------------------------------- | -------------------------------------- | -------------------------------------- | -------------------------------------- |
| Positie:                               | 28                                     | 26                                     | 23                                     | 23                                     | 13                                     | 6                                      | 3                                      | 3                                      | 3                                      | 5                                      | 9                                      | 13                                     | 16                                     | 20                                     | 26                                     | 30                                     | uit                                    |

### NPO Radio 2 Top 2000
| Nummer met noteringen in de NPO Radio 2 Top 2000 | '11 | '12 | '13  |
| ------------------------------------------------ | --- | --- | ---- |
| Happiness                                        | 715 | 856 | 1508 |

1. ↑  Een vetgedrukt getal geeft de hoogste notering aan.
2. ↑  2011 was het eerste jaar met een notering voor dit nummer.
3. ↑  Deze tabel is bijgewerkt tot en met de laatste editie (2024).